# Gran Premio motociclistico d'India
Il Gran Premio motociclistico d'India è stato una delle prove del motomondiale.
Questo Gran Premio si è disputato per la prima volta nella stagione 2023 sul Buddh International Circuit. Inizialmente previsto anche per il 2024, è stato estromesso dal calendario per ragioni operative.

## Albo d'oro
| Anno | Circuito | MotoGP                | MotoGP                   | Moto2                | Moto3               | Resoconto |
| Anno | Circuito | Sprint                | Gara                     | Moto2                | Moto3               | Resoconto |
| ---- | -------- | --------------------- | ------------------------ | -------------------- | ------------------- | --------- |
| 2023 | Buddh    | Jorge Martín (Ducati) | Marco Bezzecchi (Ducati) | Pedro Acosta (Kalex) | Jaume Masiá (Honda) | Resoconto |